# Catasticta teutila
Catasticta teutila is een vlinder uit de onderfamilie Pierinae van de familie van de witjes (Pieridae). De wetenschappelijke naam van de soort werd in 1847 gepubliceerd door Edward Doubleday.

## Ondersoorten
- Catasticta teutila teutila
- Catasticta teutila flavifaciata Beutelspacher, 1986[1]
- Catasticta teutila flavomaculata Lathy & Rosenberg, 1912